# Plassay
Plassay település Franciaországban, Charente-Maritime megyében. Lakosainak száma 817 fő (2022. január 1.). Plassay Crazannes, Écurat, Les Essards, Geay, Port-d’Envaux, Saint-Porchaire és Saint-Georges-des-Coteaux községekkel határos.

## Fekvése
Rochefort-tól 33 km-rel délkeletre fekvő település.

## Története
A 19. században egy 600-800 lakosú település volt. A filoxéra pusztításai okozta válság és a mezőgazdaság gépoesítése azonban a népesség csökkenéséhez vezetett.
A lakosság az elmult évszázadok során, az önellátó gazdálkodásra rendezkedett be. De a területen a római idők óta termeltek szőlőt és bort, de exportcikk volt a borból desztillációval készített konyak is. A 19. században az innen exportált mészkövet hajók szállították az Egyesült Államokba, például az itteni mészkő volt az alapja a Szabadság-szobornak is.

## Nevezetességek
- Román stílusú temploma – A faragott kőből épült román stílusú templom egy hosszú, de inkább puritán épület, mely még a 12. században épült. Mivel a nyugati homlokzat valamikor a 17. vagy a 18. században összeomlott, klasszikus stílusban építették át. Figyelemre méltók az árkádok, boltívek. A kórus és az apszis fogakkal ívekkel díszített. A késő gótikus déli tornyot a 15. században építették.

## Galéria

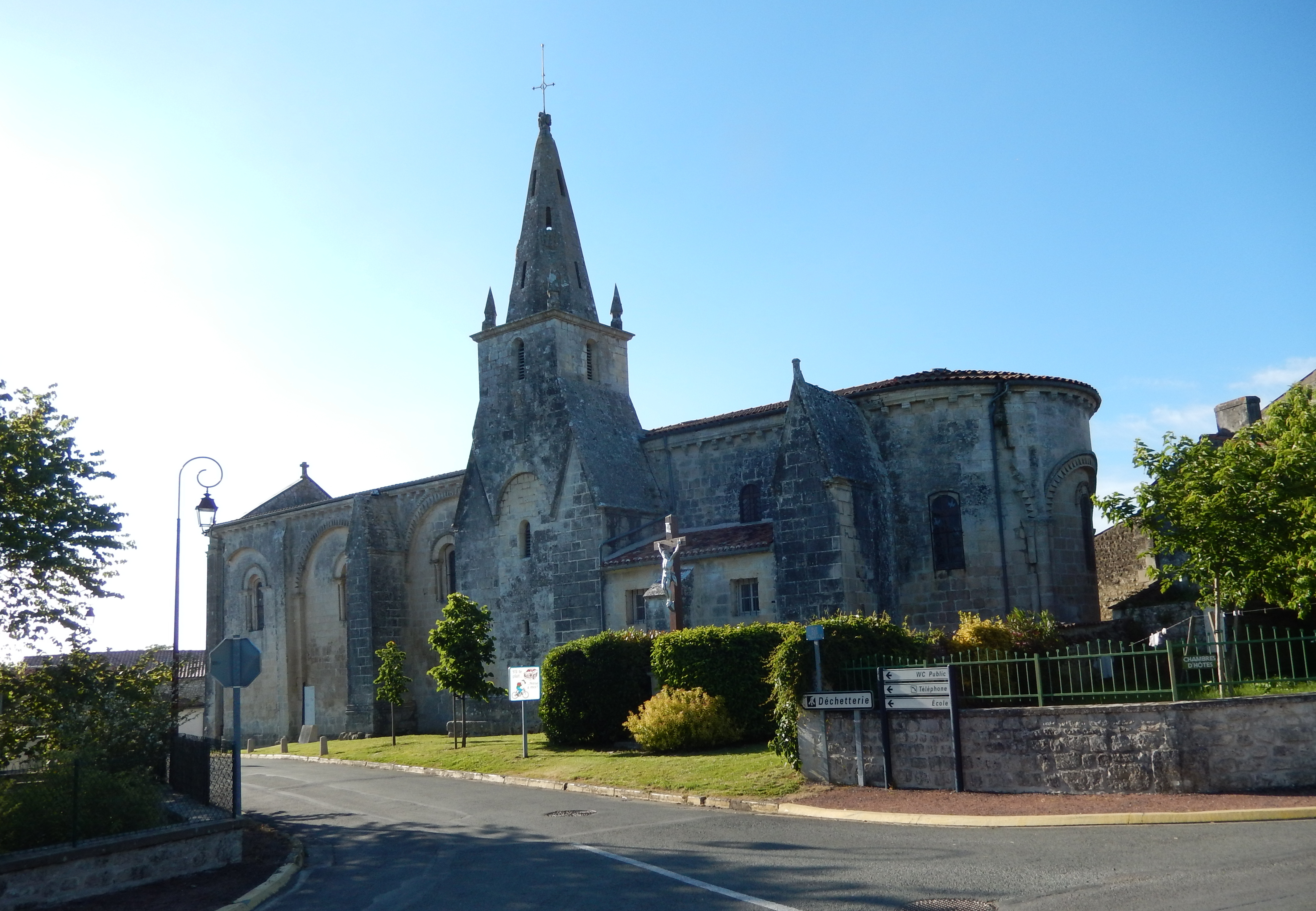
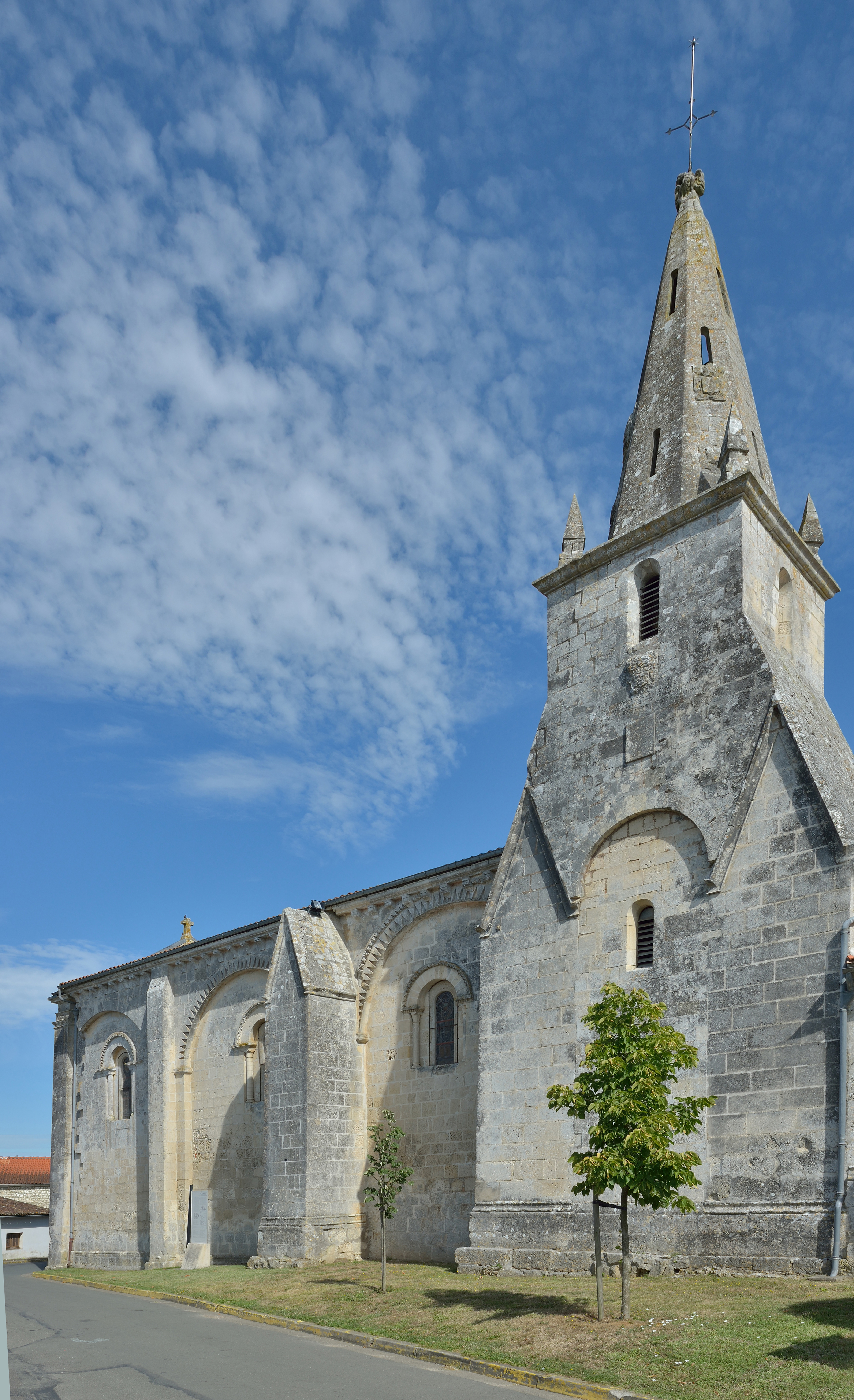
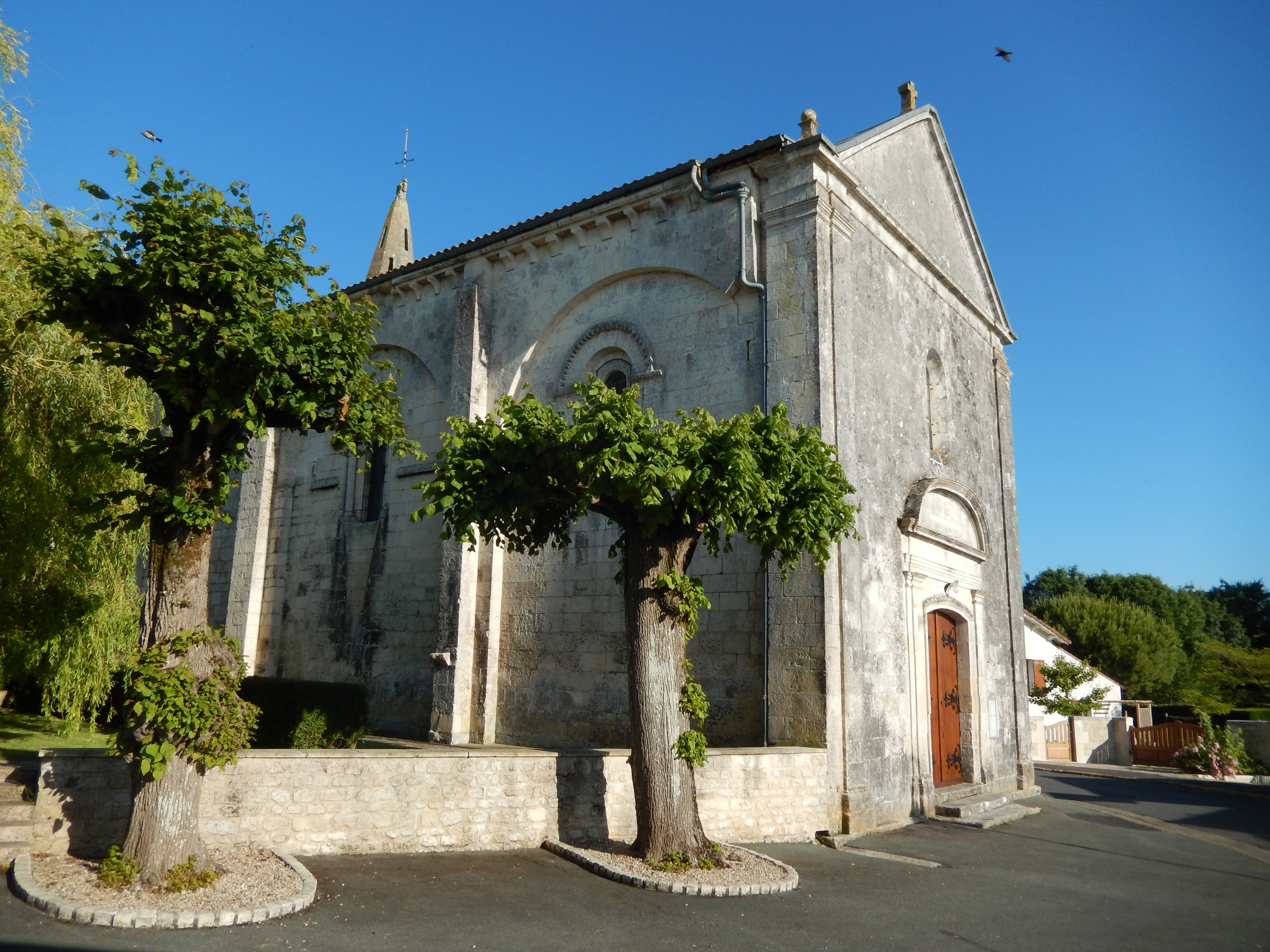
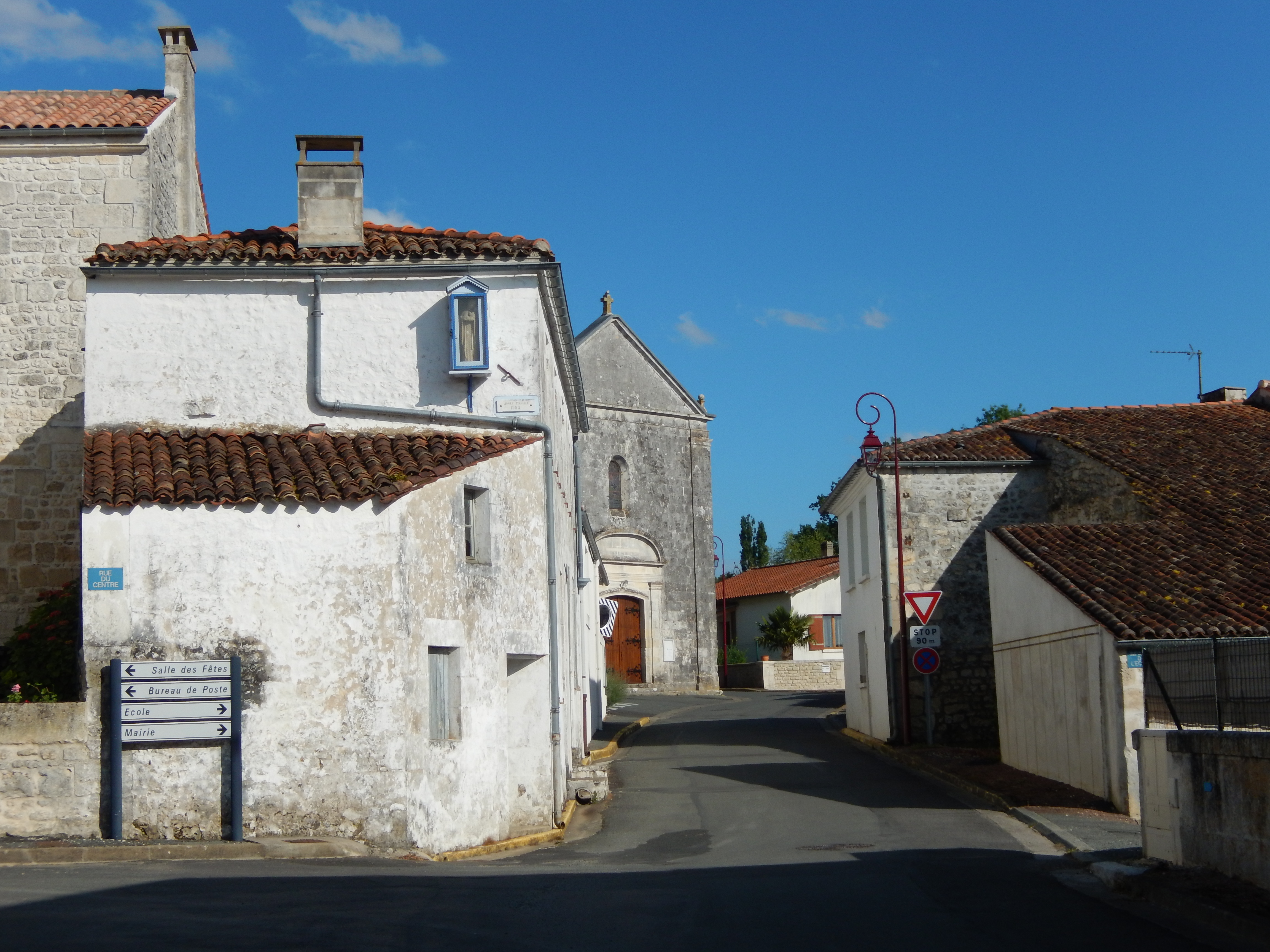
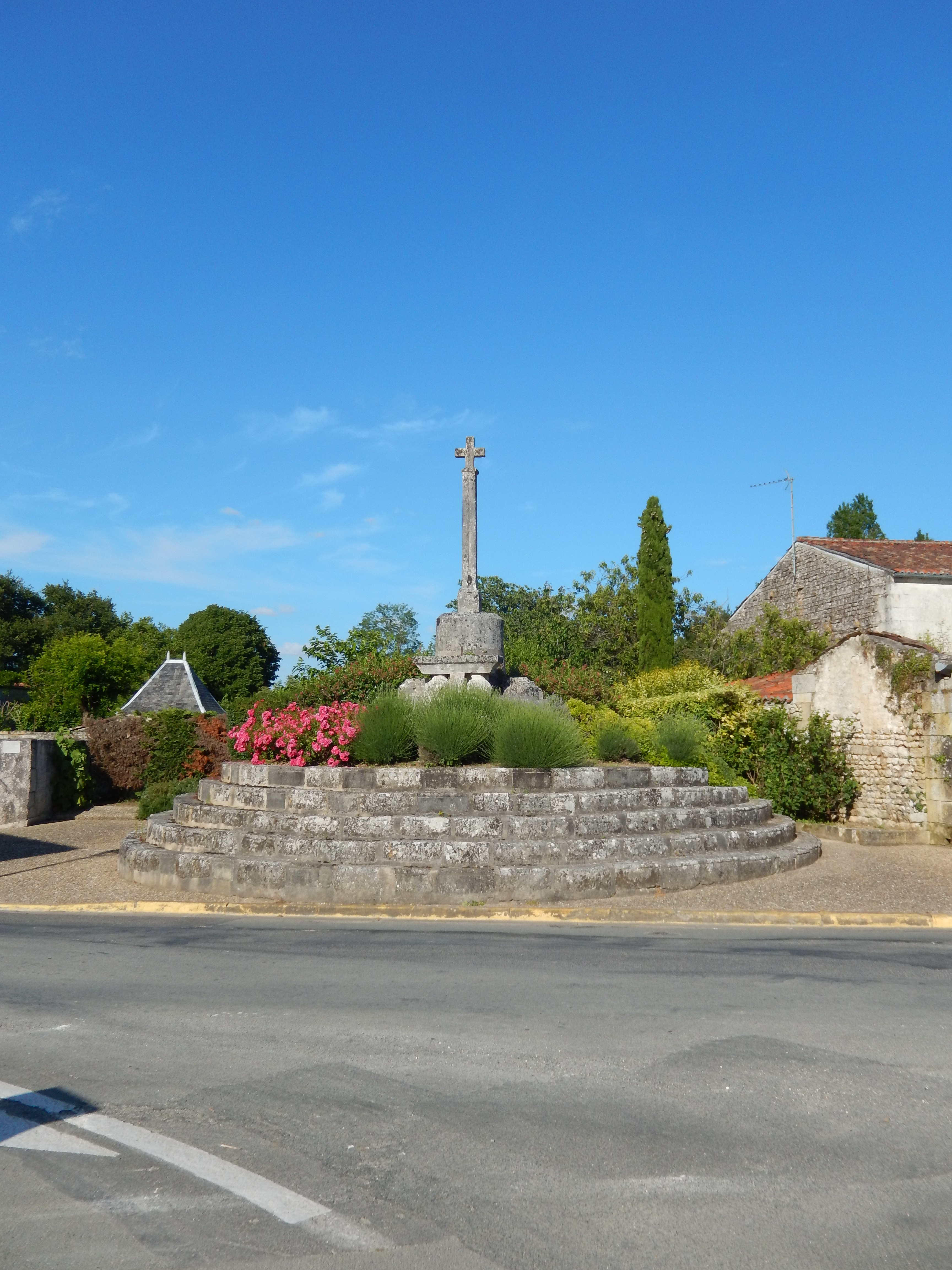
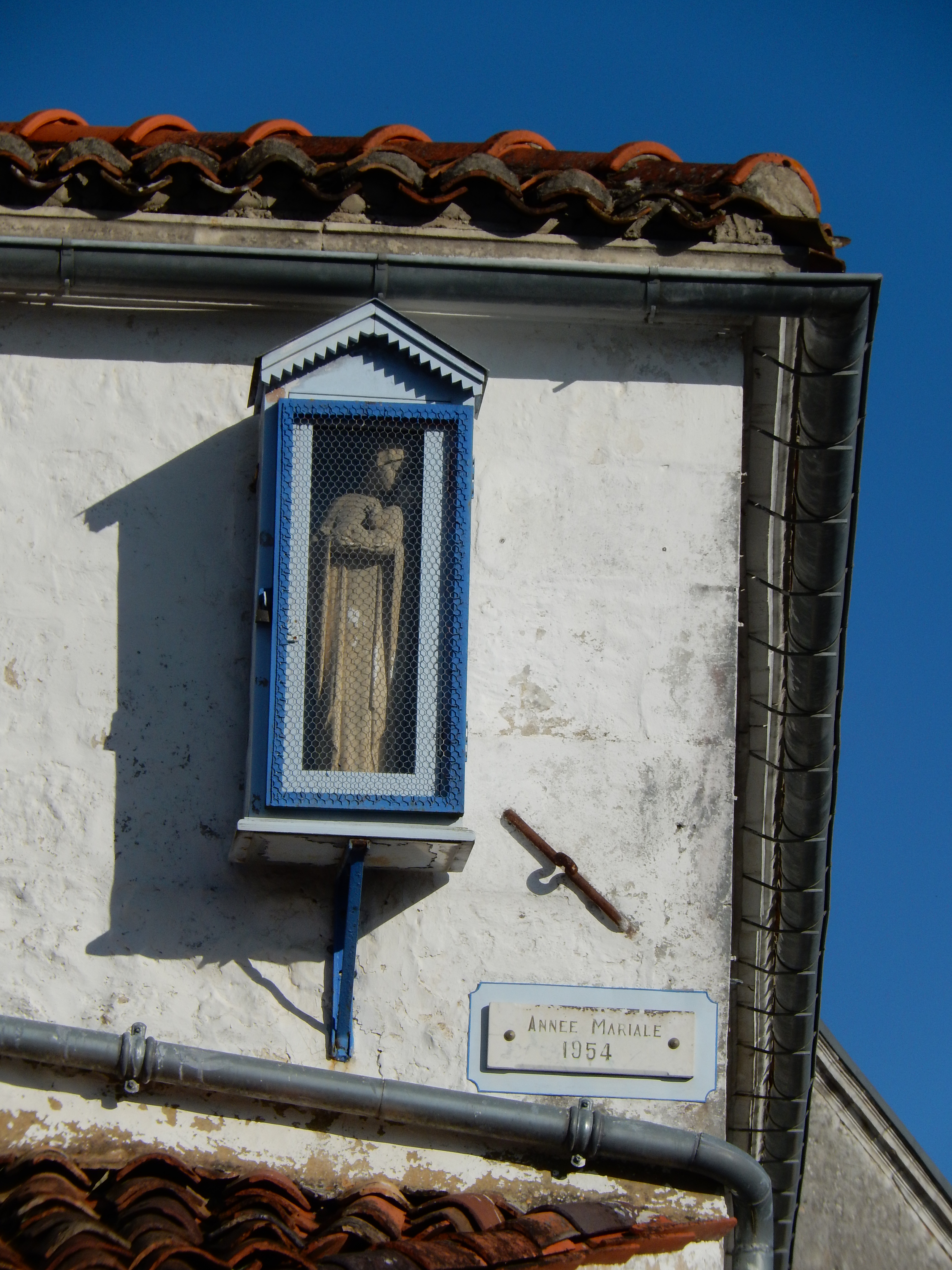
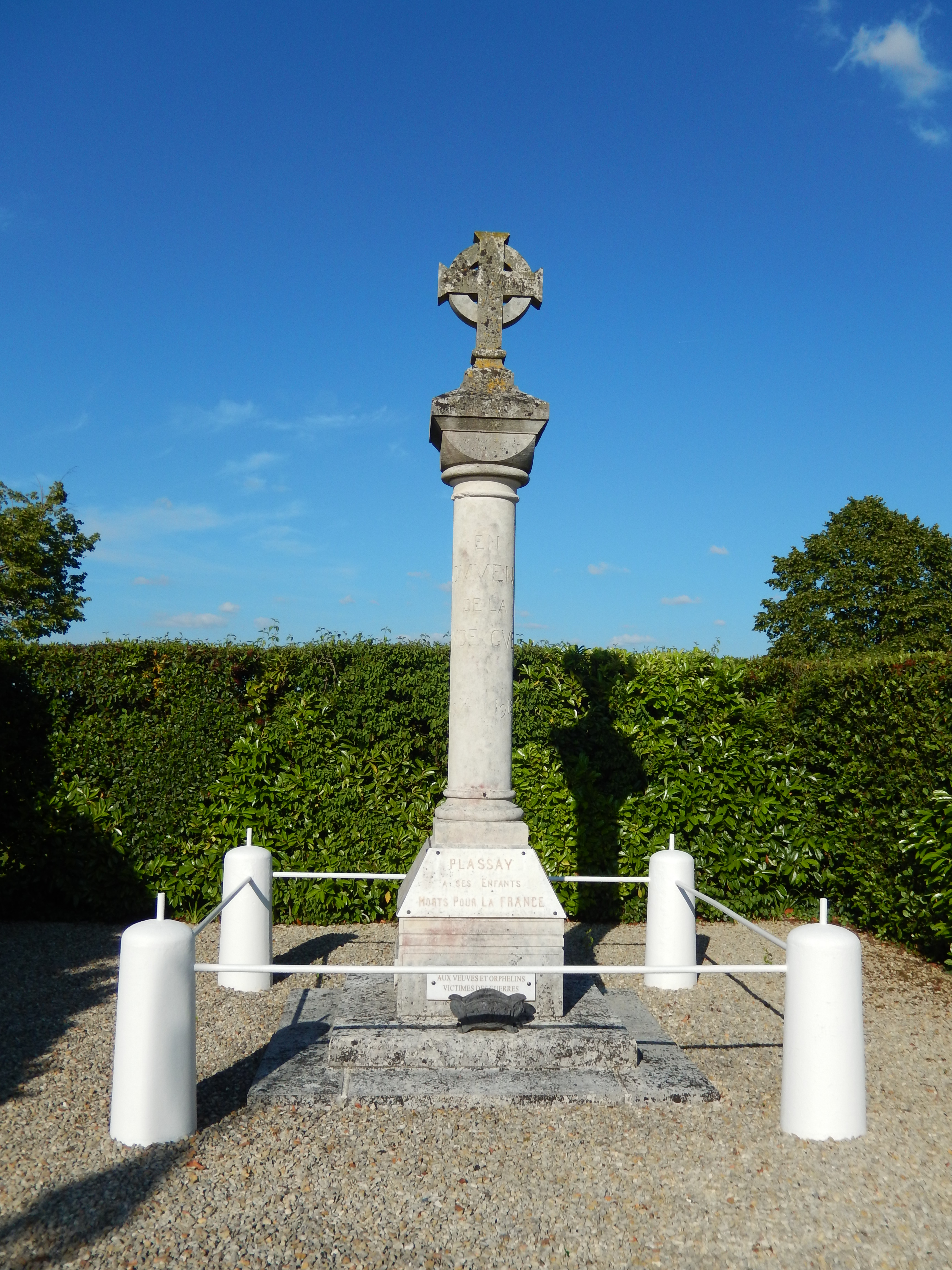
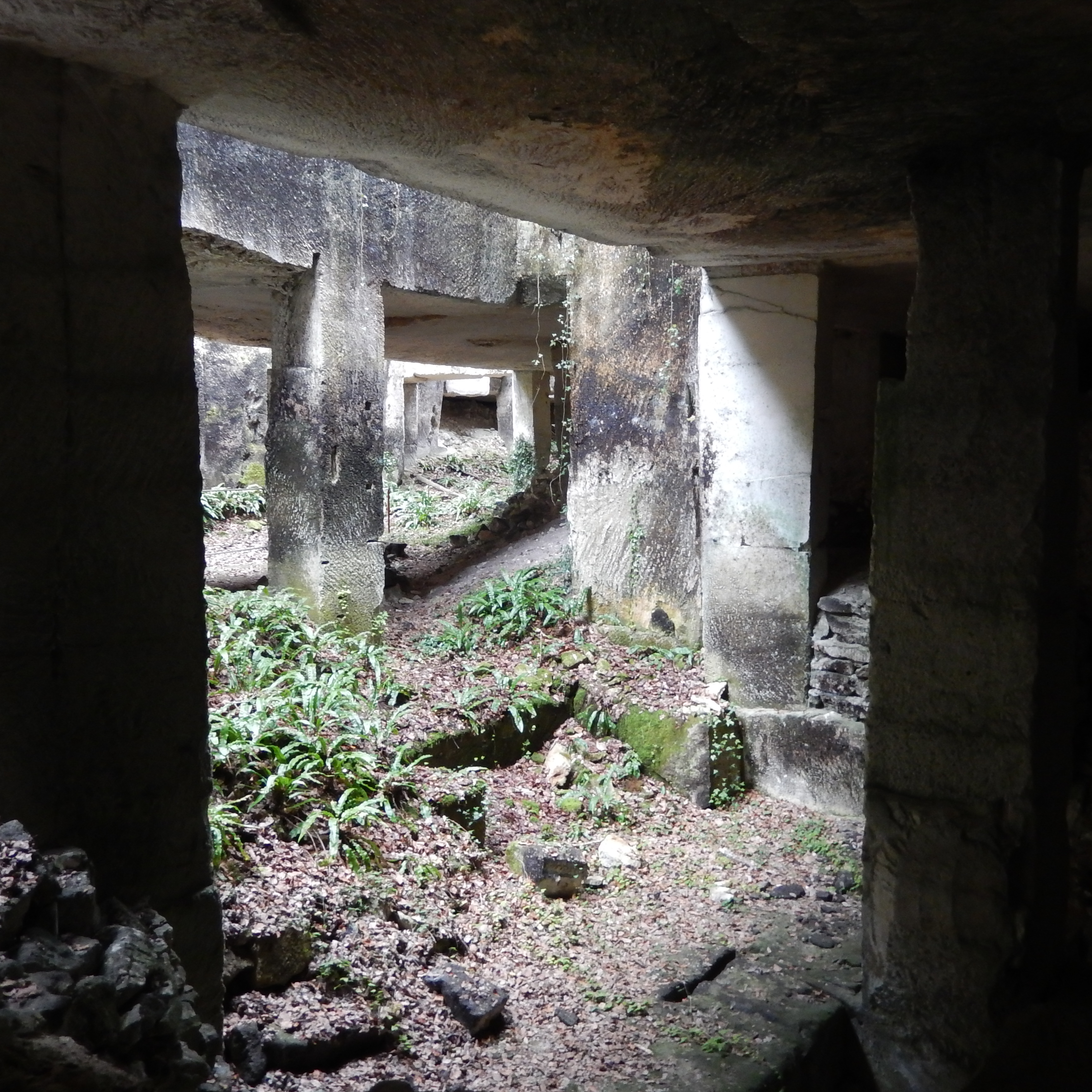
régi kőbánya
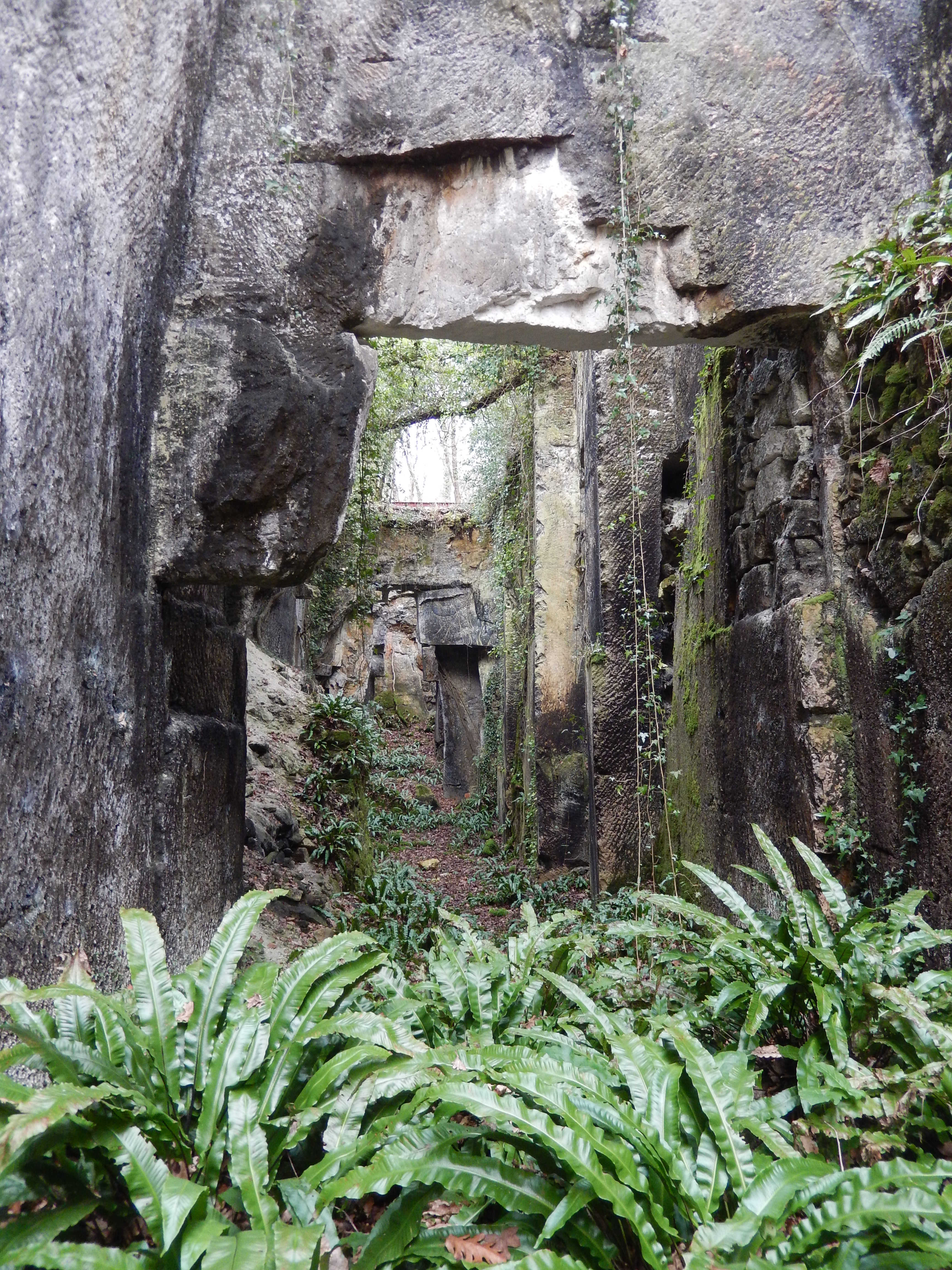
kőbánya
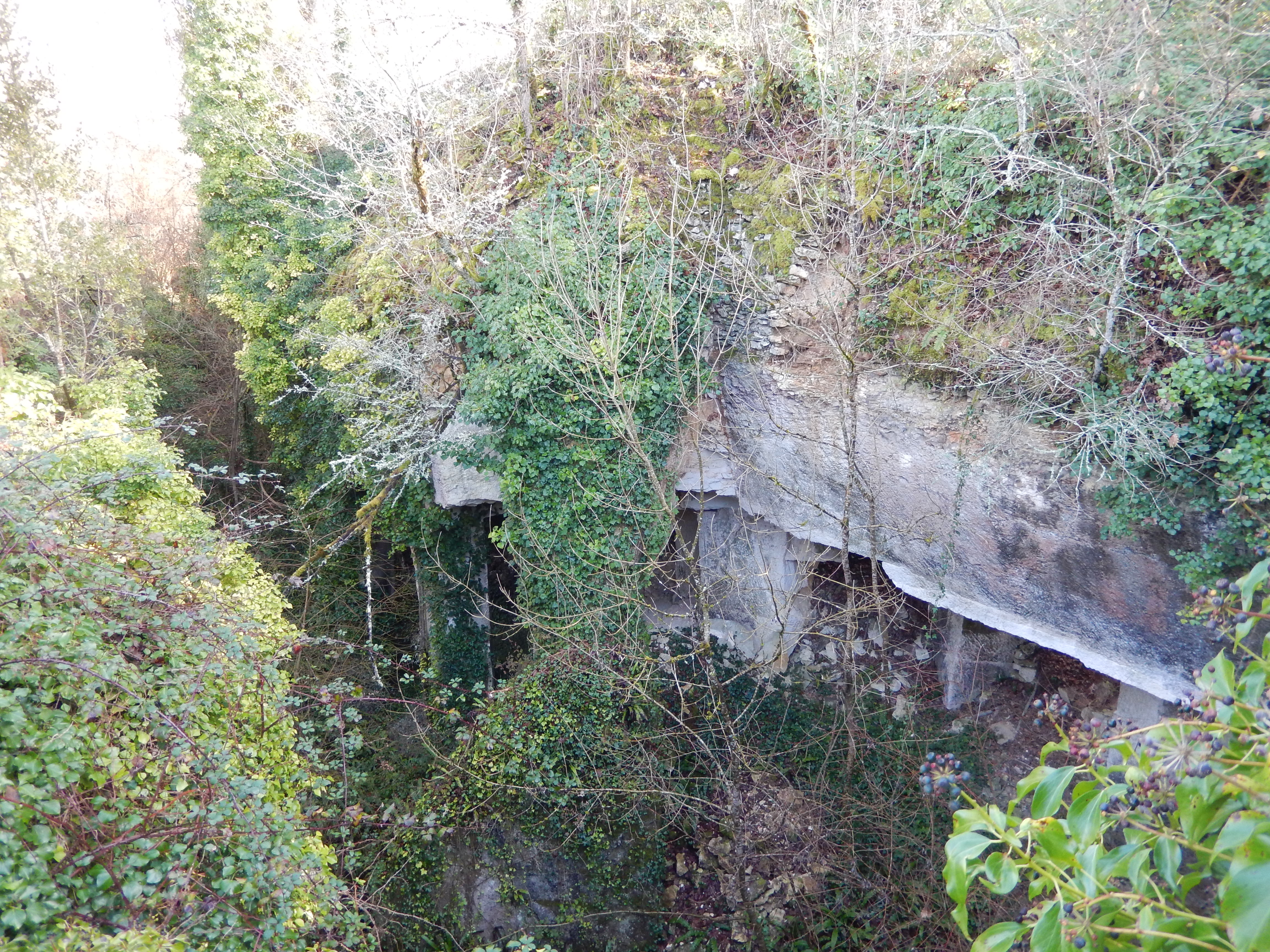

## Népesség
A település népességének változása:
| Lakosok száma | 424  | 433  | 433  | 631  | 714  | 715  | 721  | 731  | 760  | 817  |
|               | 1968 | 1982 | 1990 | 2006 | 2013 | 2015 | 2017 | 2019 | 2020 | 2022 |